# European Sports Media
A European Sports Media (ESM), anteriormente European Sports Magazines, é uma associação europeia de publicações de futebol , com sede em Barcelona , Espanha . Os integrantes do grupo elegem mensalmente o "Time do mês", onde por meio de votação elegem os melhores jogadores do continente de cada mês. Eles também atribuem o prêmio de "Equipe do Ano" e a Chuteira de Ouro.

## Membros
A European Sports Media foi criada em 1989 como um organismo internacional para o jornalismo de futebol. Seus nove membros fundadores foram: A Bola (português), Don Balón (espanhol), Sport/Foot Magazine (Bélgica), La Gazzetta dello Sport (italiano), kicker (alemão), Onze Mondial (francês), Sport ( Suíça), Voetbal International (holandês), World Soccer (inglês). A adesão ao ESM tem variado ao longo do tempo. Ex-membros também incluem France Football.

### Membros atuais
- A Bola
- Fanatik
- Frankfurter Allgemeine Zeitung
- La Gazzetta dello Sport
- kicker
- Marca
- nemzeti sport
- So Foot
- Sport Express
- Sport Magazine
- telesport
- Tipsbladet
- Voetbal International
- World Soccer

## Prêmios
A ESM atribui os seguintes prêmios.
- Chuteira de Ouro Europeia . Desde a temporada de 1996-97, o ESM premia anualmente o atacante mais prolífico da Europa com a Chuteira de Ouro Europeia.
- Prêmio de Jogador do Ano da UEFA Masculino e Prêmio de Jogador do Ano da UEFA Feminina . Desde 2011, em parceria com a UEFA , a ESM cuida da votação e administração dos prêmios de Melhor Jogador Masculino e Melhor Jogador Feminino da Europa, que são concedidos anualmente.
- Prêmio de Treinador do Ano da UEFA e Prêmio de Treinadora do Ano da UEFA. Desde 2020, em parceria com a UEFA, a ESM é responsável pela votação e administração dos prémios, atribuídos anualmente aos treinadores masculinos e femininos mais destacados da temporada europeia.
- Equipe ESM da Temporada . Depois de selecionar o Time da Temporada de 1994-95, o ESM instituiu o ESM 11 mensal. Cada um de seus membros seleciona os 11 melhores jogadores das ligas europeias todos os meses, de setembro a maio. Os jogadores que aparecem com mais frequência nessas equipes são eleitos para a Equipe ESM da Temporada.

## Time da Temporada ESM

### Anos 1990
| Temporada | Goleiro           | Defensores                                                     | Meio-campistas                                                  | Atacantes                                   |
| --------- | ----------------- | -------------------------------------------------------------- | --------------------------------------------------------------- | ------------------------------------------- |
| 1994–95   | Vítor Baía        | Paolo Maldini Matthias Sammer Frank Rijkaard Danny Blind       | Gianfranco Zola Jari Litmanen Michael Laudrup                   | Iván Zamorano Alan Shearer Jürgen Klinsmann |
| 1995–96   | Edwin van der Sar | Paolo Maldini Frank de Boer Laurent Blanc Danny Blind          | Alessandro Del Piero Raí Jari Litmanen Mehmet Scholl            | George Weah Eric Cantona                    |
| 1996–97   | Angelo Peruzzi    | Roberto Carlos Fernando Hierro Ciro Ferrara Jocelyn Angloma    | Raúl Alessandro Del Piero Clarence Seedorf Luis Enrique         | Ronaldo Davor Šuker                         |
| 1997–98   | Angelo Peruzzi    | Roberto Carlos Fernando Hierro Laurent Blanc Gary Neville      | Alessandro Del Piero Zinedine Zidane Fernando Redondo Luís Figo | Ronaldo Christian Vieri                     |
| 1998–99   | Carlos Roa        | Bixente Lizarazu Jaap Stam Laurent Blanc Lilian Thuram         | Rivaldo Siniša Mihajlović Stefan Effenberg David Beckham        | Raúl Gabriel Batistuta                      |
| 1999–2000 | Oliver Kahn       | Roberto Carlos Paolo Maldini Siniša Mihajlović Jocelyn Angloma | Rivaldo Juan Sebastián Verón Roy Keane Luís Figo                | Raúl Andriy Shevchenko                      |

### Anos 2000
| Temporada | Goleiro           | Defensores                                                  | Meio-campistas                                                 | Atacantes                                         |
| --------- | ----------------- | ----------------------------------------------------------- | -------------------------------------------------------------- | ------------------------------------------------- |
| 2000–01   | Oliver Kahn       | Roberto Carlos Sami Hyypiä Alessandro Nesta Jocelyn Angloma | Pavel Nedvěd Francesco Totti Mehmet Scholl Gaizka Mendieta     | Michael Owen Hernán Crespo                        |
| 2001–02   | Francesco Toldo   | Roberto Carlos Walter Samuel Lúcio Carles Puyol             | Freddie Ljungberg Zinedine Zidane Michael Ballack Rubén Baraja | Ruud van Nistelrooy Christian Vieri               |
| 2002–03   | Gianluigi Buffon  | Paolo Maldini Daniel Van Buyten Carles Puyol Lilian Thuram  | Roberto Carlos Pavel Nedvěd Zinedine Zidane                    | Christian Vieri Mateja Kežman Roy Makaay          |
| 2003–04   | Timo Hildebrand   | Roberto Carlos Walter Samuel Roberto Ayala Paulo Ferreira   | Ronaldinho Francesco Totti Zinedine Zidane Ludovic Giuly       | Andriy Shevchenko Thierry Henry                   |
| 2004–05   | Petr Čech         | Fabio Cannavaro John Terry Carles Puyol                     | Frank Lampard Mark van Bommel Deco Ronaldinho                  | Arjen Robben Samuel Eto'o Andriy Shevchenko       |
| 2005–06   | Petr Čech         | Carles Puyol Lúcio Cristiano Marques                        | Ronaldinho Frank Lampard Esteban Cambiasso Juninho             | Lionel Messi Samuel Eto'o Luca Toni               |
| 2006–07   | Grégory Coupet    | Marco Materazzi Nemanja Vidić Dani Alves                    | Dejan Stanković Francesco Totti Juninho Cristiano Ronaldo      | Zlatan Ibrahimović Didier Drogba Frédéric Kanouté |
| 2007–08   | Iker Casillas     | Sergio Ramos Christian Panucci Rio Ferdinand William Gallas | Cristiano Ronaldo Cesc Fàbregas Franck Ribéry                  | Lionel Messi Zlatan Ibrahimović Fernando Torres   |
| 2008–09   | Edwin van der Sar | Dani Alves John Terry Maicon Nemanja Vidić                  | Lionel Messi Xavi Steven Gerrard                               | Vedad Ibišević Samuel Eto'o Grafite               |
| 2009–10   | Júlio César       | John Terry Maicon Lúcio                                     | Dani Alves Cesc Fàbregas Frank Lampard Wesley Sneijder         | Lionel Messi Arjen Robben Wayne Rooney            |

### Anos 2010
| Temporada | Goleiro               | Defensores                                                              | Meio-campistas                                      | Atacantes                                                     |
| --------- | --------------------- | ----------------------------------------------------------------------- | --------------------------------------------------- | ------------------------------------------------------------- |
| 2010–11   | Víctor Valdés         | Dani Alves Mats Hummels Nemanja Vidić Gerard Piqué                      | Xavi Andrés Iniesta Nuri Şahin                      | Lionel Messi Cristiano Ronaldo Samuel Eto'o                   |
| 2011–12   | Manuel Neuer          | Vincent Kompany Dani Alves Sergio Ramos Mats Hummels                    | Xavi Shinji Kagawa Andrea Pirlo                     | Lionel Messi Cristiano Ronaldo Robin van Persie               |
| 2012–13   | Manuel Neuer          | Philipp Lahm Dante Giorgio Chiellini                                    | Bastian Schweinsteiger Thomas Müller İlkay Gündoğan | Gareth Bale Lionel Messi Zlatan Ibrahimović Cristiano Ronaldo |
| 2013–14   | Thibaut Courtois      | Gerard Piqué Pepe Medhi Benatia David Alaba                             | Philipp Lahm Yaya Touré Arturo Vidal                | Cristiano Ronaldo Luis Suárez Zlatan Ibrahimović              |
| 2014–15   | Manuel Neuer          | Branislav Ivanović Sergio Ramos Giorgio Chiellini Gerard Piqué          | Arjen Robben Eden Hazard Cesc Fàbregas              | Lionel Messi Cristiano Ronaldo Luis Suárez                    |
| 2015–16   | Keylor Navas          | Marcelo Diego Godín Gerard Piqué Filipe Luís                            | Paul Pogba Ángel Di María N'Golo Kanté              | Luis Suárez Gonzalo Higuaín Lionel Messi                      |
| 2016–17   | Gianluigi Buffon      | Marcelo Sergio Ramos David Luiz Leonardo Bonucci                        | N'Golo Kanté Thiago Paulo Dybala                    | Cristiano Ronaldo Lionel Messi Edinson Cavani                 |
| 2017–18   | Marc-André ter Stegen | Giorgio Chiellini Samuel Umtiti Nicolás Otamendi Jordi Alba             | Andrés Iniesta Kevin De Bruyne David Silva          | Mohamed Salah Lionel Messi Neymar                             |
| 2018–19   | Marc-André ter Stegen | Joshua Kimmich Virgil Van Dijk Gerard Piqué Jordi Alba                  | Eden Hazard Paul Pogba Marco Reus                   | Lionel Messi Sadio Mané Cristiano Ronaldo                     |
| 2019–20   | Marc-André ter Stegen | Trent Alexander-Arnold Virgil Van Dijk Dayot Upamecano Andrew Robertson | Kevin De Bruyne Jordan Henderson Ángel Di María     | Lionel Messi Robert Lewandowski Erling Haaland                |

### Anos 2020
| Temporada | Goleiro               | Defensores                                                          | Meio-campistas                                 | Atacantes                                                |
| --------- | --------------------- | ------------------------------------------------------------------- | ---------------------------------------------- | -------------------------------------------------------- |
| 2020–21   | Jan Oblak             | Achraf Hakimi Rúben Dias John Stones João Cancelo                   | Kevin De Bruyne İlkay Gündoğan Bruno Fernandes | Lionel Messi Robert Lewandowski Karim Benzema            |
| 2021–22   | Thibaut Courtois      | Trent Alexander-Arnold Virgil van Dijk Antonio Rüdiger João Cancelo | Kevin De Bruyne Luka Modrić Bernardo Silva     | Mohamed Salah Robert Lewandowski Karim Benzema           |
| 2022–23   | Marc-André ter Stegen | Giovanni Di Lorenzo Éder Militão Kim Min-jae Théo Hernandez         | Martin Ødegaard Kevin De Bruyne                | Lionel Messi Victor Osimhen Erling Haaland Kylian Mbappé |
| 2023–24   | Yann Sommer           | Alejandro Grimaldo Virgil van Dijk Antonio Rüdiger Dani Carvajal    | Vinicíus Júnior Jude Bellingham Florian Wirtz  | Kylian Mbappé Harry Kane Lautaro Martínez                |